# 霍格華茲魔法與巫術學院
霍格華茲魔法與巫術學院（英語：Hogwarts School of Witchcraft and Wizardry），簡稱霍格華茲，是英國作家J·K·羅琳筆下《哈利波特》系列中的主要地點。霍格華茲的歷史悠久，招收英国11至17歲的巫師和女巫。在魔法世界中，霍格華茲是歐洲三大魔法學校之一。
霍格華茲當選為2008年線上《蘇格蘭最佳教育機構》的第36名，排名比愛丁堡的洛雷托學校更高。

## 城堡

### 整體
J·K·羅琳把霍格華茲的視覺形象形容為：
一個非常巨大的、可隨處漫步的，也相當嚇人的城堡，有些塔式建築和垛口。就像衛斯理家的洞穴屋，這不是麻瓜可以建造的建築物，因為它需要魔法的支持才能做到。
霍格華茲是位於蘇格蘭高地的寄宿學校，學生的年齡從11至17歲。學校是山湖旁的城堡。雖然它的精確地點在小說中沒有詳述，但電影《阿茲卡班的逃犯》說位置與杜夫敦近在咫尺，而該校的學生必須乘火車才能到達。霍格華茲位於湖邊，該湖有時稱作黑湖，湖中有人魚、巨型魷魚，巨型魷魚不會攻擊人類，還會當學生溺水時的救生員。在《火盃的考驗》即出現了這個景象。
霍格華茲是一所男女同校的魔法學校，教育不是強制性的，有些學生正是第七部小說中所述的家庭教育。J.K.羅琳最初說霍格華茲有大約1,000名學生。她後來建議約600人，同時承認這數字仍然與哈利·波特那屆的人數不一致。她說，那是因為她在哈利那一屆創造了40個角色。

### 魔法保護
學校有許多魔法和咒語保護，因此麻瓜看不到，更不可能找到，即使麻瓜來到霍格華茲校門前，他們也只看得到廢墟和危險警告牌，而且會想起非常緊急的事，因為這裡施了強大的麻瓜驅逐咒。成年巫師和女巫以不同方法到達學校，比如飛天掃帚或呼嚕粉，也可搭乘骑士公共汽车或現影到學校附近的地點再步行回學校，但任何人都無法在校內施展幻影移形术，因為校內受反消影咒約束。除非校長解除這個魔法，否則不論巫師的法力再強大，都無法消影（阿不思·鄧不利多例外）。城堡有廣闊的斜坡草坪、花壇與菜園、黑湖、禁忌森林、幾個溫室及其他附屬建築物，以及標準的魁地奇球場。貓頭鷹屋，飼養著該校和學生的貓頭鷹。學校的某些空間位於移動樓梯旁，也能從主樓梯到達。在霍格華茲，麻瓜的電子儀器和設備（包括電腦、電視、收音機（“巫師收音機”不算）、行動電話等等）都無法使用，因為空氣中充滿強烈的魔法磁場干擾電子器材。電台除外，J.K.羅琳解釋巫師的電台不是依靠電力，而是使用魔法來供能的。

## 入學

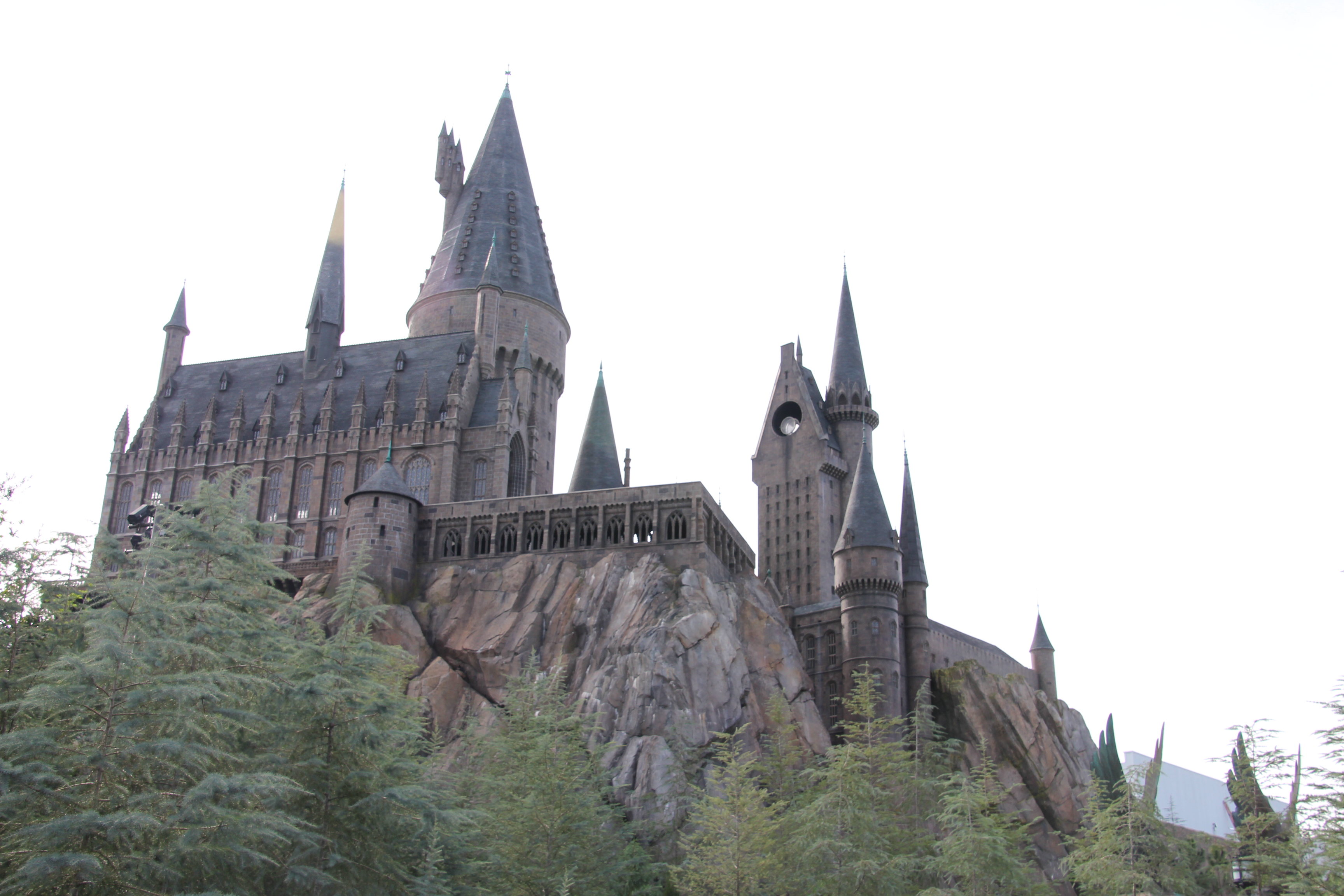
环球影城冒险岛乐园（位于佛罗里达州奥兰多）中的霍格沃茨城堡。

根據小說，霍格華茲的入學是有選擇性的：有神奇能力的孩子將自動獲得機會，但作為「爆竹」（Squib）的孩子（即父母同是生於巫師家庭且有魔法能力、但他們本身卻不会使用魔法）則不能成為學生，但仍能夠在學校裡工作，如阿各·飛七。霍格華茲神奇的羽毛筆能檢測到魔法孩子的誕生，並將他們的名字寫在一本大型的羊皮紙造的黑色龍皮書上，但這裡不辦入學考試，因為該校相信「沒有所謂你的魔法不夠，你要麼是有魔法的，要麼是沒有魔法的」。
每年，霍格華茲的老師都會檢索大型的羊皮紙造的書，並向即將步向11歲的合資格學生發信，接受或拒絕霍格華茲的錄取資格必須於7月31日寄出。信中也包括用品清單如咒語課本、校服、和其他學生所需物品。即將入讀霍格華茲的學生通常預期從倫敦查林十字路附近的一條隱蔽的街道中，一家稱為破釜酒吧的巫師酒吧後面找到目的地斜角巷購得所有必需的物資。無法負擔購買物資的學生可以從學校獲得經濟援助，就像年輕的孤兒湯姆·瑞斗。
至於送遞予麻瓜家庭裡具有魔法能力的學生的信，他們可能不知道自己的能力和不熟悉魔法世界，他們的信通常會由霍格華茲工作的職員親自送遞，職員會親自向學生的父母或監護人解釋有關魔法社會的情況，並就這個消息鼓起他們的勇氣。他們還會協助該家庭，並陪同進入斜角巷購買所需用品。
雖然學校在蘇格蘭，其招生範圍是更廣泛的不列顛群島，所以愛爾蘭學生也可以入讀。
每個學生都可以帶貓、蟾蜍、老鼠或貓頭鷹等寵物到學校。除了錄取信，一年級的新生還會收到所需物品清單，當中包括魔杖、主題課本、1個標準尺寸的锡镴质坩埚、一套黃銅秤、一組玻璃或水晶管形瓶、一組基本藥水成分（用於魔藥），以及望遠鏡（用於天文學）。
霍格華茲的校服包括一件黑色長袍、黑色帽子、一雙防護手套、黑色冬季披風搭配銀色固定部件。每套校服必須包含穿著者的名牌。一年級學生不允許有個人的掃帚，哈利·波特在魁地奇比賽中作為找球手的卓越表現而獲得例外。
霍格華茲的主要交通工具「霍格華茲特快列車」，該校的學生每個學年都會乘搭。學生從倫敦的國王十字車站中虛構且隱藏的9¾月台登車，火車於夜幕降臨後一段時間抵達霍格華茲附近的車站。在那裡，一年級學生會由獵場看守人陪同乘坐小船，神奇地穿過湖中到達靠近霍格華茲的入口，以模擬學校創辦人當年抵達湖岸的艱辛。二到七年級的學生會乘坐由一種稱為「夜骐」的魔法生物所拉動的馬車進入城堡。當一年級新生初次到達城堡時，他們需要在入口大廳的一個小房間裡等候高年級學長姐以及老師們就座完畢，然後才進入礼堂（兼學校餐廳）進行由分類帽分配他們所屬學院的儀式。

## 學院

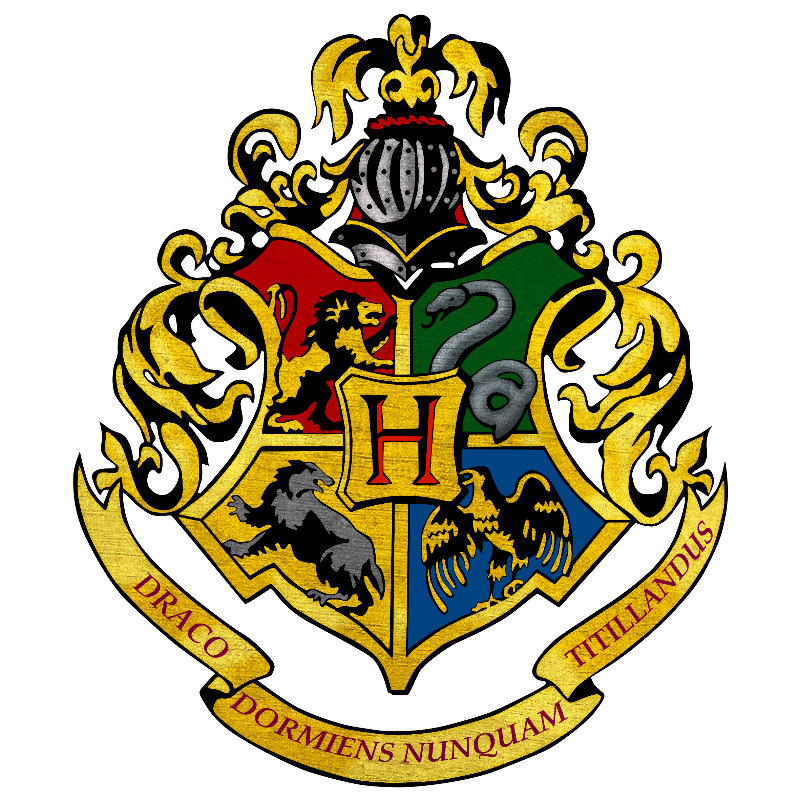
霍格華茲校徽

### 歷史
霍格華茲魔法與巫術學院是一千年前兩位巫師和兩位女巫建立的：高錐客·葛來分多、薩拉札·史萊哲林、羅威娜·雷文克勞和海加·赫夫帕夫。在建立霍格華茲之後，薩拉札·史萊哲林與其他創立者發生磨擦。史萊哲林不想录取麻瓜家庭出身的学生，但其他三名創立者不同意。史萊哲林離開學校，但是秘密地建立密室。使得當他自己真實的承繼人，史萊哲林的承繼人，返回到學校便能打開秘室，解開可怕的蛇妖，並且清洗學校所有麻瓜出身的學生。

### 分院
霍格華茲有四個學院，每個學院都根據學院的創辦人的姓氏來命名。在整個學年，這些學院根據該院學生於課堂的表現或違規的行為而增加或扣減學院分數，學期尾聲時競逐學院盃。最高得分的學院會勝出，隨後下學年餐廳的旗幟將會展示該學院的顏色。每個學院都有自己的魁地奇球隊競逐魁地奇盃。這兩項比賽培育了各學院之間的競爭。霍格華茲的學院是學生們學習和生活的社區，每個學院都直屬霍格華茲的一位教授為學院導師。學院導師負責向學生傳遞重要信息，若某學院的學生犯了大錯，需要接受嚴厲的懲罰，也由學院導師來處理。如果霍格華茲面臨緊急狀況，也須由校長指揮學院導師帶領學生度過危機。每年，每個學院的年級會共用宿舍和教室，學院的宿舍和共用房間只有該學院的學生以及教授等級的人能夠進入。除罕見例外，其他學院的學生是無法進入的。
在霍格華茲的成立初期，四位創辦人親自為他們的學院挑選學生，而他們擔心自己死後如何挑選學生。高錐客·葛來分多於是把自己的帽子脫下來，他們每人都把自己的意念加進去成為分類帽，容許它透過判斷每個學生的資質來分配到合適的學院。學生的個人意願也有可能會影響結果。最明確的例子是在第一部小說中，分類帽告訴哈利·波特他在史萊哲林的話會有更好的發展，然而哈利要求不要派他到史萊哲林，最終選擇了葛來分多。此系列小說外語版的翻譯者較難翻譯「學院」的概念，因為這些系統概念在其他國家並未存在，沒有詞語可以充分表達所屬學院的重要性、忠誠，以及對所屬學院贏得獎項的自豪感。
- 葛來分多代表著勇氣、膽量及騎士氣慨。其代表顏色是對應於火元素的紅色和金色，其守護神是金獅。該學院導師是副校長兼變形學教授麥米奈娃教授，直到她升為校長。學院的幽靈是尼古拉斯·德米西·波普頓爵士，人稱「差點沒頭的尼克」。
- 赫夫帕夫代表著努力、耐心、正義、忠誠。代表顏色是鮮黃色和黑色，對應於土元素。赫夫帕夫的守護神是黑獾。學院導師是藥草學教授帕莫娜·芽菜教授(Pomona Sprout)。學院幽靈是胖修士。赫夫帕夫的宿舍及公共房間的入口隱藏於廚房走廊裡的一堆大桶後的凹處。
- 雷文克勞代表著智慧，創造力，學習、領悟性。代表顏色是藍色和古銅色（電影中是藍色和灰色），對應於風元素，雷文克勞的守護神是褐鷹。學院導師是符咒學教授菲力·孚立維教授。學院的幽靈是羅威娜·雷文克勞的女兒海倫娜·雷文克勞（灰衣貴婦）。雷文克勞的宿舍設於霍格華茲西翼的雷文克勞塔。
- 史萊哲林代表著野心勃勃，精明，領導才能、老謀深算。代表顏色是綠色和銀色，對應於水元素，史萊哲林的守護神是銀蛇。學院導師是魔藥學教授賽佛勒斯·石內卜（Severus Snape）教授。

## 課程與教學

### 教師聘任標準
霍格華茲魔法與巫術學院選擇老師的標準不明，但似乎是依照校長的喜好決定。只要校長認為一位巫師具有某科目的專長，就可能命其為教師，並賜予「教授」的頭銜。目前校內有十二名教授，他們不享有終身任期，而是可以由校長解僱或自行請辭來離任。所有教授均由校長和副校長負責監督。

### 科目
黑魔法防禦術、變形學、符咒學、魔藥學、草藥學、天文學和魔法史都是一至五年級的必修科目，以及飛行課（一年級）。在二年級學期末時，學生都必需為他們三年級的課程中增加兩科以上的選修科目。選修科目有五個，包括：奇獸飼育學、算数占卜学、占卜學、麻瓜研究、及古代如尼文。
一至四年級學生必須要通過學期末的主修科目考試，及格才能升級。學生於五年級時，必須應考普通巫術等級測驗（Ordinary Wizarding Levels，簡稱普等巫測 （O.W.Ls））；七年級時，學生需要應考超級疲勞轟炸式巫術考試（Nastily Exhausting Wizarding Tests，簡稱超勞巫測（N.E.W.Ts））。兩者都以英國中學教育制度作為藍本，例如超勞巫測對應英國高級程度會考。

## 校園生活

### 入學
9月1日，學生們會到王十字車站的9¾月台乘搭霍格華茲特快列車到達霍格華茲；一年級的新生會由獵場看守人魯霸·海格帶領下乘小船越過湖中到達霍格華茲；其他年級的學生則可以搭乘騎士墮鬼馬拉的馬車進入霍格華茲，較年長的學生會首先到達學校。
當一年級的新生到達時，他們會由副校長接見，講解四所學院和加減分制度。接著，他們會進入餐廳進行入學儀式，他們在那裡聽分類帽唱出描述四所學院的歌曲。每一年分類帽都會唱一首新曲，若學校有危險，分類帽會在新曲中提供忠告。歌曲唱完後，學生會戴上分類帽，它會向全校宣布新生所適合的學院。在儀式完成之後，一場豪華的開學大宴就會開始。
在晚餐以後，一般是由校長說明入學事務、並帶領唱校歌。最後，一年級新生會在級長帶領下走到他們的宿舍。翌日學期便會開始。

### 日常生活

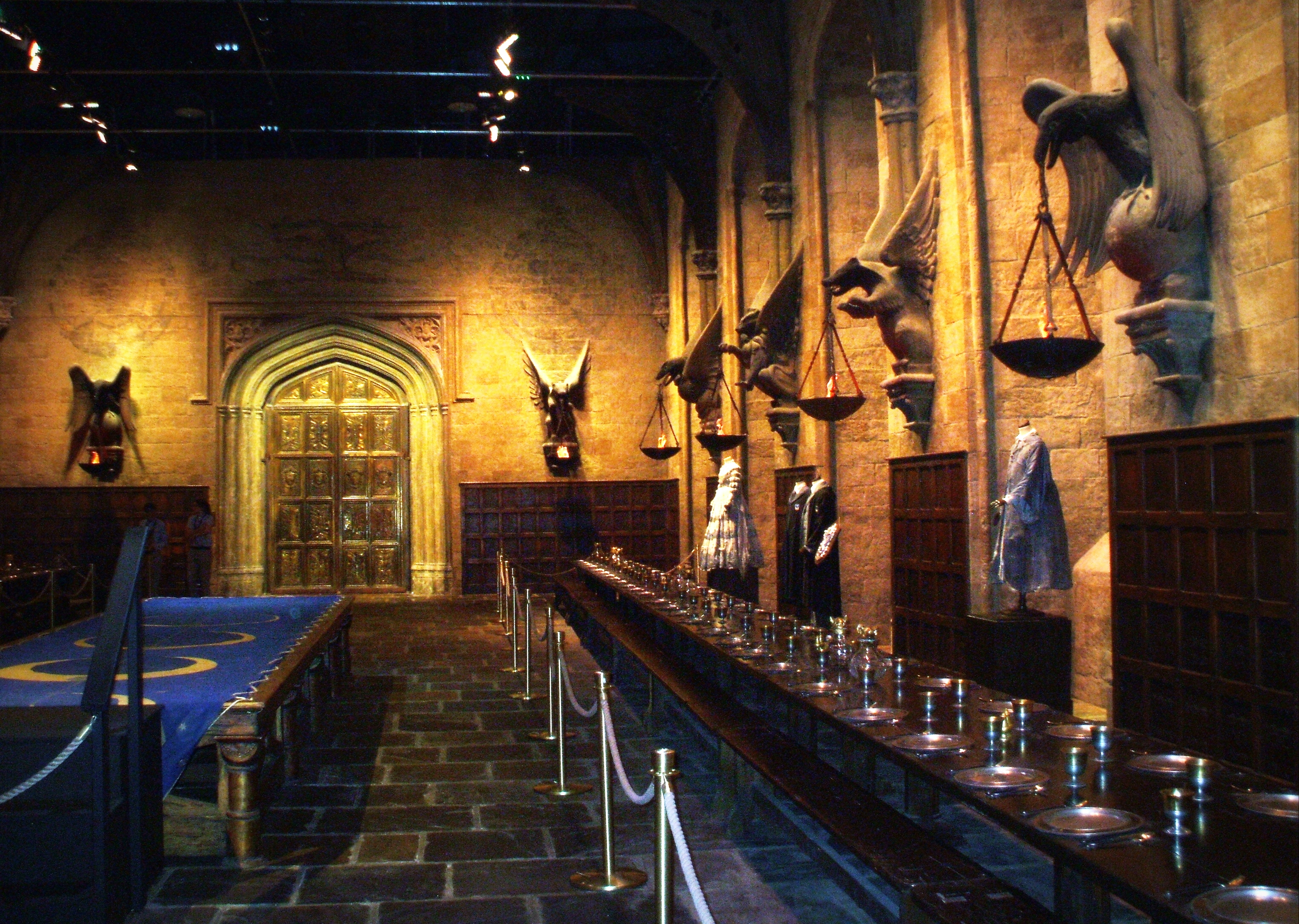
霍格華茲的餐廳是攝於英國華納兄弟利維斯登工作室

在霍格華茲每天的生活始於在餐廳享用早餐，每個學院的學生都可於其學院的桌上吃東西和進行社交活動，或完成作業。校長會跟其他教授一起於礼堂盡頭的高桌上用餐。早餐期間，貓頭鷹會給學生帶來邮件，通常是《預言家日報》、父母和朋友的來信，或來自家中的包裹。在上午9時正開始上課時會發出一個響鈴鐘聲。
學生們於上午會有兩個時間較長的課堂，中途有個短暫的休息時間，讓他們進入下一課堂。午餐後，他們會於下午1時正開始上課，在下午茶時間左右會有一個休息時間，然後才開始下一課堂。該課堂約一個小時，偶爾會有兩小時的雙課堂時間。所在課堂都會在五時左右結束。在星期五的下午，一年級學生會休息，而六年級和七年級的學生於一周內會有幾段空閒時間。到了黃昏時間，學生們會於交誼廳享用晚餐，然後預計他們會留在各自學院的公用空間裡。天文學的課堂則會於晚上在天文塔內進行。
四所學院都有秘密入口，通常只有該學院的成員知道，通過關卡才能進獲准入內。裡面就是該學院的公用空間，擺放著扶手椅和沙發讓學生休息，及有桌子給他們溫習和做功課。冬天有壁爐保持房間溫暖，讓學生們可於晚上放鬆身心或完成功課，他們也可於臥室中完成作業。每個公共休息室和整個校園裡的策略點都有公告板提醒學生注意事項。學生們必須於他們的宿舍內睡覺，或是各學院公用空間分支的房間。每個學院的宿舍至少有兩個房間：男生房間和女生房間（女生房間會有魔法禁止男生進入，但沒有咒語防止相反的情況發生）。每個學生都有一張帶著床罩的四柱大床，床上有該學院顏色的厚重布簾，及厚厚的白色枕頭。每張床旁邊有張小桌子，而每個宿舍都設有一個水罐和高腳杯的托盤。
在指定的周末，霍格華茲三年級以上的學生，只要有家長簽署的同意書回條，就可以到學校附近的巫師村落活米村內度過休閒時光，他們放輕鬆和享用那裡的酒吧、餐廳和商店。村裡與學校的關係似乎很好，而村裡的人與學生相處融洽。師生們最喜歡活米村的地方包括：蜂蜜公爵糖果店、桑柯的惡作劇商店、服裝店如風雅氏高級巫師服飾商店、尖叫屋（被認為是英國最鬧鬼的建築物）、酒吧有三根掃帚旅館及豬頭酒吧，及泥腳夫人茶館。

### 飲食
霍格華茲的家庭小精靈職務是為所有教職員及學生提供所有的食物。牠們特別於節日會烹調各式各樣的菜餚。各種菜餚都在交誼廳的下層的廚房裡準備，廚房裡有四張長桌，直接跟樓上四個學院的餐桌對齊，進餐的時候食物是以魔法運送到學生能看見的位置。

### 紀律
霍格華茲的懲罰除了扣除學院的得分外，在校內行為嚴重不當可被留堂懲罰。當某學生讓其學院扣分，學院的寶石（格兰芬多的是紅寶石；史萊哲林是綠寶石；雷文克勞是藍寶石；赫夫帕夫的是黃寶石）都能在設於每個課室的玻璃沙漏中取走。增加分數都能以同樣的方式進行，教授們都需要使用魔法把寶石從稀薄的空氣中抽出來。
根據學校的管理員霍格華茲的教職員阿各·飛七，留堂是意味著近年才出現體罰的一種方式，亞瑟·衛斯理聲稱其身體還留有阿破·普格時期（阿各·飛七的前任管理員）所造成的實際傷疤。然而在目前的年代，留堂通常涉及協助教職員或學院處理乏味的工作。對於更嚴重的罪行，學生有可能被停學或甚至被學校開除。目前已知被開除的學生只有魯霸·海格和紐特·斯卡曼德。海格是由於湯姆·瑞斗誣陷他打開消失密室的門和放出八眼巨蛛（acromantula）以殺害愛哭鬼麥朵而遭開除。
教授們似乎能夠以留堂以懲罰那些對不受懲罰或成績未如理想的學生。在課堂外執行規則主要由管理員阿各·飛七在各級學長的協助下負責。學院負責人在紀律事宜上有最終的決定權。各學院會選出兩名五年級學生擔任級長，賦予他們特權和責任，以及紀律上的責任。作為學生身分的領導，從五年級的學生中選出男生級長及女生級長，他們有權對違規行為作出拘留的懲罰。

#### 其他
- 魁地奇是巫師世界中普遍的體育項目，但是一年級學生通常不能加入魁地奇球隊。他們需要學習飛行教練胡奇夫人教授的飛行課。

- 萬聖節是霍格華茲裡重要的節日，教職員以萬聖節用品為礼堂裝飾。小說中，幾乎每一次的大事件都發生於萬聖節期間。

- 在聖誕節假期時，學生可以選擇回家，而選擇留校的學生則有機會參加聖誕節餐宴。在礼堂中，教職員會以聖誕樹和其他用品裝飾；當聖誕節假期結束後，學期又再開始。

- 在哈利·波特的二年級時，吉德羅·洛哈曾經辦過情人節的慶祝活動，不過在他離開學校以後未有繼續。

- 復活節假期不會像聖誕節一樣令人愉快，因為學生會被超多的作業及準備期末考試而被壓得喘不過氣來。

- 暑假期間，魔法部不允許未成年的學生在校外使用魔法，但若學生於成年巫師的家中施放魔法則不會被魔法部發現 — 因為魔法部只能探測到哪裡出現魔法，而不能知道是誰施放。直到學生達到巫師世界的法定年齡（17歲）則不受此限。

## 學校架構
故事開始時的校長為阿不思·鄧不利多。他是一位睿智的巫師。根據書中的描述，他滿頭白髮，有着機靈的眼睛，但幽默感比較奇怪（一些人認為他瘋瘋癲癲）。他似乎對學校無所不知，經常給予哈利波特一些幫助。這使得霍格華茲成為魔法世界的一個安全避風港。學校理事會十二名理事可以投票暫停校長職權，魯休思·馬份曾是十二名理事之一，曾經一度罷免鄧不利多的校長資格，但後來他被揭發對其他十一名理事出言恐嚇，迫使他們投票罷免，因而被逐出學校理事會。霍格華茲教職員每個教授專門研究一科的學科，其他職員包括校護，圖書館管理員，鑰匙管理員等等。
霍格華茲校訓是「眠龍勿擾」（拉丁語：Draco dormiens nunquam titillandus），意思是避免招惹是非。

## 校內地點

### 魔法石的隱藏地點
在霍格華茲三樓禁區走廊的活板門進入，由教授們設置的七種魔法挑戰來保護的東西：
- 三頭巨犬毛毛，由魯霸·海格設置於看守活板門。
- 芽菜教授所種植的魔鬼網(Devil's Snare)。
- 有數十枚鑰匙的房間，被菲力·孚立維教授以魔咒讓鑰匙長出翅膀，飛到接近天花板的高度。當中只有一枚鑰匙（長著最殘破翅膀）能夠解鎖通往下一部分的門。然而，在電影改編中，該數十枚鑰匙會攻擊尋找魔法石的人。
- 巫師棋的巨型棋盤，由麥教授以魔法製作的巨型棋子的軍隊。若要通過走到對面的門，需要通過的人必須在巫師棋局中擊敗棋手，玩家若敗了比賽，他的生命將有危險。榮恩·衛斯理及奎若教授是少數能夠勝出該巫師棋的人。
- 巨型洞穴巨人的房間，這是奎若教授的挑戰。小說中，奎若把自己的洞穴巨人打倒來進入最後的房間，所以哈利等三人不必對付牠；電影中，巨型洞穴巨人並沒有出現過，但牠在PS1及Game Boy Color的遊戲中出現。
- 由石內卜教授釀製的一系列魔藥，必須解決一個有邏輯的謎語，而不是魔法。那裡有被火阻隔的兩扇門，一種魔藥允許那人以他／她到達的方式離開；另一種魔藥是允許他／她繼續到下一個房間。當中有兩種都是蕁麻酒，另外三種是毒藥。這個挑戰並不會在電影中出現，但會出現於電視遊戲中。
- 在最後的密室中出現的意若思鏡，鄧不利多進一步使用了魔法，讓尋找魔法石的人不能用自私的手段才能得到它，陶醉幻象樂不思蜀。

### 地底深處

#### 消失的密室
位於霍格華茲的地底深處（最有可能是位於黑湖湖底），是霍格華茲創始人之一的薩拉扎·史萊哲林於離開霍格華茲前建造給他的古老魔法生物蛇妖的住處，史萊哲林於數百年前旨在用於清除學校內的麻瓜出身的學生。
入口隱藏於的二樓女生浴室中，其中一個水龍頭的旁邊印有蛇的雕像，對面有史萊哲林的大雕像，必須使用爬說語才能打開進入。秘道打開後露出一個黑暗的入口，有一條很斜石造滿佈泥濘的濕滑通道，其寬度足以讓人滑下去。滑到底層是個滿佈小動物骸骨和巨形蛇皮脫落的地上，然後再有一條隧道通向一道堅固的牆壁，雕刻著兩條有綠寶石眼睛並纏繞在一起的蛇。在爬說語的命令下，牆壁打開了一條又長又昏暗的走廊，林立著蛇的雕刻像，包括兩列有更多的蛇形雕刻，從地面支撐到天花板的高聳石柱。有一個看起來像古代和猴子一樣的史萊哲林巨碩雕像置於中央。一條巨形的蛇妖在雕像裡休息，當牠聽到史萊哲林繼承人湯姆·瑞斗召喚牠時，它從雕像的嘴裡出來。二年級學生的哈利·波特利用爬說嘴打開了密室、在那裡殺死了蛇妖、摧毀了藏著湯姆·瑞斗於16歲在霍格華茲記憶的日記（後來才透露該日記是個分靈體）、以及救出金妮·衛斯理。
五年後，在《死神的聖物》中，妙麗·格蘭傑與榮恩·衛斯理兩次進入密室，榮恩模仿哈利打開史萊哲林小金匣的聲音（儘管不是爬說語）來再次打開密室的門。二人從蛇妖骸骨中拔掉牠的毒牙來摧毀以海加·赫夫帕夫的金盃來製成的佛地魔分靈體。
當湯姆·瑞斗打開了密室的大門，愛哭鬼麥朵被女同學奧莉·轟碧（Olive Hornby）嘲笑而獨自生悶氣時，她推開了廁所的門打算告訴瑞斗知道她要離開時，她看見蛇妖的眼睛便立即死亡，死後決定以幽靈的姿態向轟碧復仇。霍格華茲的二樓女生浴室至今仍可運作，然而因為愛哭鬼麥朵惱人的出現和她在心煩意亂時讓廁所淹水的習慣，導致該廁所甚少會被學生使用。
在電影中對密室的描述的是，支柱有蛇頭的雕刻，而史萊哲林的雕刻只是他的頭像。羅琳於《哈利波特從文字到熒幕：完全電影魔法之旅》中透露，密室在未知情況下，自建立以來都有淹水的情況。

### 秘道
霍格華茲裡有七條秘密通道進出學校。阿各·飛七只得知其中四個，而劫盜者（雷木思·路平，彼得·佩迪魯、天狼星·布萊克及詹姆·波特）及衛斯理孿生兄弟則知道全部七條秘密通道，然而通向某些地方的資料不詳。萬應室（The Room of Requirement）可創造出第八條秘密通道。唯一已知的事例是霍格華茲大戰前，學校裡形成了一條秘道能通往豬頭酒吧。基於萬應室的性質，它有可能會有多條秘道通往不同的地點。飛七不知道的三條霍格華茲秘道是：
- 一棵魔法樹木下的秘道，可通往尖叫屋。
- 四樓的鏡子後面有一條秘道，但弗雷和喬治把地圖送給哈利時就說這條秘道已經塌毀，現在完全堵住了。而且弗雷和喬治認為，大概從來沒人走過這一條，因為渾拚柳正好就種在它的出口上。
- 黑魔法防禦術的課室內的單眼女巫雕像下有一條樓梯秘道，能通往蜂蜜公爵糖果店的地窖。需要進入秘道時要向女巫雕像大聲地說出「咻咻降（Dissendium）」一詞以獲准進入該秘道；雕像上的駝峰會打開並露出秘道的入口。

此外，系列中也有描述到使用兩個消失櫥櫃能打開一條秘道，一個於霍格華茲，另一個在夜行巷的波金與伯克氏商店。此秘道並沒有顯示於劫盜地圖上，因為它不是屬於霍格華茲的一部分。除了進出霍格華茲，還有很多校內的捷徑。通常隱藏於掛毯蓋著牆上的洞。

### 萬應室
萬應室（Room of Requirement）位於霍格華茲的八樓，對面掛著一塊傻巴拿巴斯（Barnabas the Barmy）正嘗試教導山怪跳芭蕾舞的巨型掛毯，萬應室只會在人們真正有需要時才出現。要讓它出現時，那人必須一直集中想著自己的需要，並經過傻巴拿巴斯的巨型掛毯與人形花瓶（其隱藏入口）來回走三次，然後萬應室自動出現眼前，配備著他／她所需的任何東西。

### 禁忌森林
禁忌森林位於霍格華茲邊界的一片又大又黑的森林。除了奇獸飼育學的課、有教職員陪同、在極少數情況及拘留的情況下，學生絕對禁止進入。禁忌森林裡的植物種類有山毛櫸、橡樹、松樹、梧桐、紅豆杉、兩耳草和刺根的矮樹叢。雖然森林是密集和野生的，魯霸·海格因為各種原因而需要經常出入禁忌森林而清除了樹木作為路徑。禁忌森林也是各種各樣的生物的家園，當中有許多都是各種各樣的危險生物，有些是魯霸·海格飼養的。
2017年，華納兄弟倫敦工作室—哈利波特的製作歷程加入了禁忌森林讓粉絲首次探索。

## 電影取景地
在哈利波特系列電影中，霍格華茲魔法與巫術學院的相關場景主要在阿尼克城堡、格洛斯特座堂、拉科克修道院、牛津大學基督堂學院等地拍攝。